# Villa Rothschild
Villa Rothschild è una storica residenza neoclassica di Cannes in Francia, significativo esempio dell'architettura di villeggiatura di fine XIX secolo in Costa Azzurra.

## Storia
La baronessa Betty de Rothschild (1805-1886) commissionò la costruzione della villa nel 1881.
L'edificio è classificato come monumento storico nazionale dal 22 luglio 1991.